# Perborate

Struktur des Perboratdimers

Perborate (Kurzname für Peroxoborate) sind Borate, bei denen ein Sauerstoffatom durch eine Disauerstoffgruppe ersetzt ist.
Die meist gut wasserlöslichen Perborate werden als Bleichmittel (u. a. früher auch in Waschmitteln) und auch als Desinfektionsmittel eingesetzt. Das häufig verwendete Natriumperborat ist zumeist biologisch abbaubar, aber mit teilweise extrem langen Abbauzeiten. Der Einsatzrückgang in Detergentien und Waschmitteln hat zu einer Verminderung der Borkonzentrationen im Abwasser geführt.
Die Silbe Per in Perborat ist Teil des Markennamens Persil.